# Zaratustra
Zaratustra, anche detto Zoroastro o Zoroastre, Zarathuštra, Zarathuštra Spitāma (traslitterazione dall'avestico Zaraθuštra; in persiano زرتشت‎, Zartosht),  (/ʣaraˈtustra/), (dalla forma greca Ζωροάστρης, Zōroástrēs, di Zarathuštra; Rey, IX-VIII secolo a.C. – Balkh, IX-VIII secolo a.C.) è stato un mistico iranico, profeta del Mazdeismo e autore delle cinque gāthā raccolte nell'Avestā.
Non si conosce con precisione in quale periodo sia vissuto, ma gli studiosi collocano il personaggio storico Zarathuštra tra l'XI e il VII secolo a.C. Ipotesi più recenti, attestate da una verifica filologica e archeologica, ritengono tuttavia più plausibile una sua collocazione nell'Età del bronzo tra il XVIII secolo a.C e il XV secolo a.C. L'area geografica in cui si ritiene possa aver vissuto e predicato il profeta iranico è compresa tra gli odierni Afghanistan e Turkmenistan.

## Zarathuštra nella tradizione mazdaica

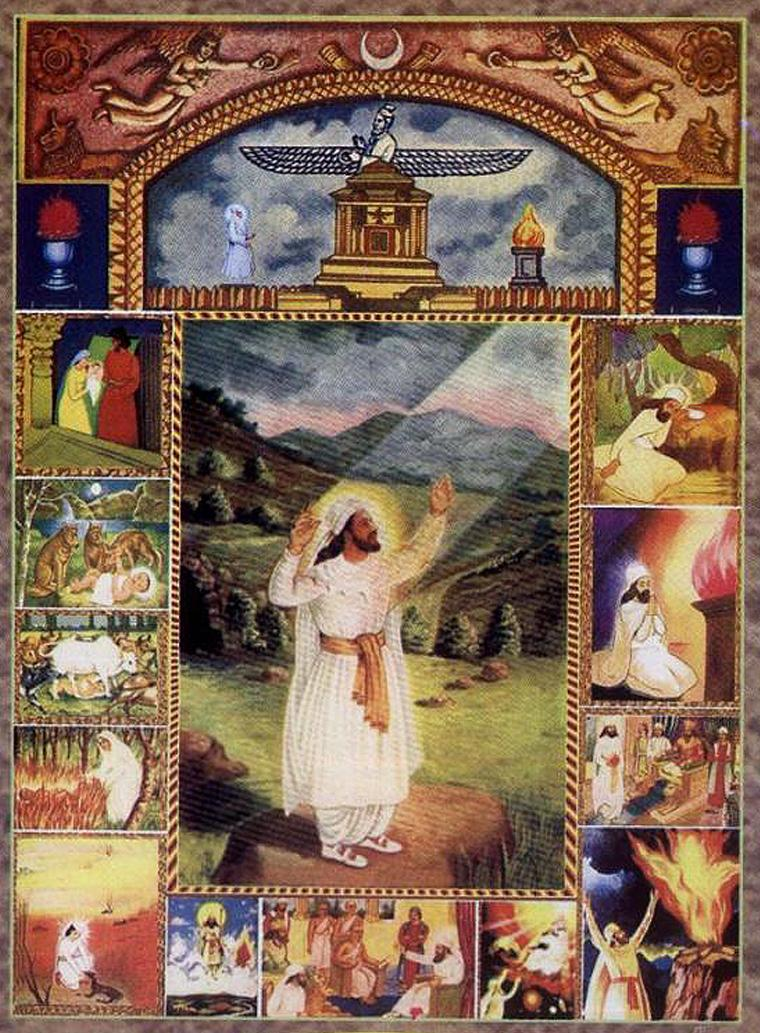
Un'immagine "religiosa" di Zarathuštra di epoca moderna, con cenni leggendari sulla sua vita. Tra questi i quattro tentativi di omicidio, appena nato, da parte di esseri malvagi che tentarono di farlo calpestare da una mandria di buoi, di bruciarlo vivo, di farlo sbranare dai lupi, finché una notte cercarono di pugnalarlo; ma il piccolo Zarathuštra fu sempre protetto dagli "angeli" di Ahura Mazdā. L'ultimo riquadro in fondo a sinistra rappresenta l'episodio di Zarathuštra giovane, quando sfama un cane che stava per morire d'inedia.

Le leggende intorno alla vita di Zarathuštra in ambito mazdaico nacquero presto e furono trasmesse per tradizione orale. Una prima raccolta biografica del profeta si trova nel capitolo VII del testo pahlavico del IX secolo il Dēnkart (anche Dēnkard, "Opera della religione"). Ma per arrivare ad una biografia completa, seppur leggendaria, che raccogliesse le fonti tradizionali occorre tuttavia aspettare il XIII secolo d.C., con l'opera di Zarathushti Bahrâm-î-Pazdû, poeta di fede mazdeista originario della città santa mazdeista di Rage (oggi Rey o Shahr-e-Rey nella Regione di Teheran), lo Zarâthusht-nâma (Il libro di Zarathuštra) redatto in lingua persiana.
Secondo tali opere, prima della comparsa del profeta iranico gli uomini erano soggiogati da Angra Mainyu (Ahriman, Spirito del male). Ahura Mazdā (il dio creatore di ogni cosa e sommo bene) decise quindi di inviare loro un profeta che li guidasse e li salvasse dalla malvagità che avvolgeva il mondo. Così nacque Zarathuštra, terzo dei cinque figli di Dughdōvā ("Giovane del latte"), che lo concepì immersa nella luce, e di Pourušaspa ("Possessore di cavalli pezzati") un uomo religioso e colto appartenente alla famiglia degli Spitāma ("Determinazione radiosa").
A Zarathuštra Ahura Mazdā affidò la "rivelazione" (dēn anche nel significato più ampio di "religione"), in un progetto di salvezza voluto dal Dio unico eoni prima. Lo stesso angelo "custode" (fravašay, spirito guida) di Zarathuštra fu creato da Ahura Mazdā millenni prima della nascita del profeta. Prima di Zarathuštra, Ahura Mazdā aveva affidato parti, ma solo parti, della "rivelazione" al "primo uomo" (Gayōmard), alla prima coppia (Maŝya e Maŝyana) e al primo re (Yima). La rivelazione completa consiste tuttavia nell'intero Avestā, rivelato a Zarathuštra, e guai a considerare le gāthā l'esclusiva rivelazione zarathuštriana come fanno gli "eretici".
Zarathuštra possiede dunque per la tradizione mazdeista un ruolo centrale nella salvezza dell'umanità, è stato lui a pronunciare per primo l'inno dell'Ahuna Vairya (Yatha ahū vairyo) che fece fuggire i demòni dalla terra dove prima si aggiravano liberamente.
La tradizione mazdaica assegna alla vita di Zarathuštra numerosi episodi miracolosi, fin dal concepimento, quando la madre Dughdōvā, ricevendo lo Xvarěnāh di Zarathuštra, fu immersa in una luce sovrannaturale e le mura della casa furono incandescenti per tre notti, e con la gravidanza, quando i demòni del mondo furono presi dal terrore prevedendo la loro fine. Zarathuštra nacque ridendo. il suo corpo, la sua anima, il suo spirito e la sua gloria furono infatti tutti trasmessi da Ahura Mazdā, il Dio unico.
L'incontro con Dio avvenne a trent'anni, quando Zarathuštra bagnandosi nel mezzo del fiume Daitya (il fiume Amu Darya) per le purificazioni rituali del mattino prima del sacrificio dell'Haoma, risalendo sulla riva incontrò una figura luminosa che si presentò a lui come Vohū Manah (il "Buon Pensiero", l'Ameša Spenta, l'angelo o l'arcangelo, di Ahura Mazdā) che quindi lo rapì portandolo nel cielo al cospetto del Dio unico.
Sette saranno gli incontri tra il profeta e il suo Dio, il quale gli consegnò la "rivelazione" ordinandogli di diffonderla nel mondo. Ma nel mondo Zarathuštra incontrò l'ostilità dei sacerdoti (i malvagi karapan, i mormoratori, e gli usig i sacrificatori) di quella che da quel momento egli considerò la vecchia e falsa religione. Gli Dèì di essa, i Daēva, non erano altro per Zarathuštra che demòni, seguaci dello spirito del Male, Angra Mainyu. Così il profeta fu costretto a fuggire dalla sua terra natale e a trovare rifugio presso il kavi Vīštāspa ("Colui che possiede cavalli veloci"), uno dei principi (o il re) della Battriana. Qui, dopo alcune peripezie, il profeta all'età di quarant'anni convertì il principe alla "nuova" fede religiosa. Quest'ultimo divenne il suo protettore. All'età di 77 anni, secondo alcuni racconti, Zarathuštra fu assassinato, mentre pregava, da un uomo malvagio, un karapan di un clan turanico, di cui conosciamo il nome in pahlavico, Tūr I Bradrēs, e, dopo la morte, salì direttamente in cielo. Sempre secondo le tradizioni, oggi il suo seme è raccolto nel lago di Kansaoya e quando gli esseri malvagi saranno separati da quelli buoni, una vergine si bagnerà nel lago rimanendo incinta e partorirà il (o i) saošyant (lett. il "salvatore") che sovrintenderà alla fine dei tempi e al rinnovamento del mondo.
Secondo le fonti tradizionali Zarathuštra sarebbe vissuto "258 anni prima di Alessandro" quindi tra il 628 a.C. e il 551 a.C..

## Zarathuštra nel mondo classico

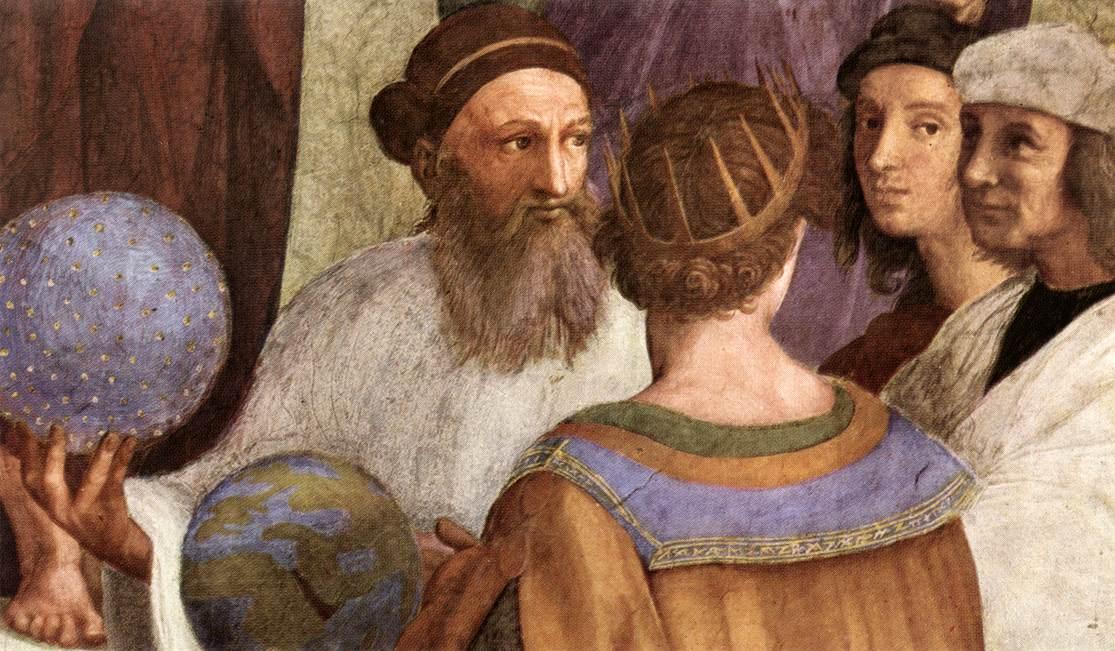
Zoroastro dipinto da Raffaello, particolare della Scuola di Atene. Qui il profeta iranico ha le sembianze di Baldassarre Castiglione e viene rappresentato mentre tiene in mano un globo celeste in quanto ritenuto fondatore dell'astronomia, e autore degli Oracoli caldaici. Tale attribuzione fu procurata dal fatto che nel Rinascimento Zoroastro era ritenuto l'autore dei suddetti Oracoli nonché fondatore delle dottrine e delle pratiche magiche e teurgiche lì presentate. L'attribuzione era opera di Giorgio Gemisto, detto "Pletone", che giunto in Italia da Bisanzio nel 1439 per favorire l'unificazione delle due chiese cristiane separate dallo scisma, sostenne che gli Oracoli caldaici erano opera di Zoroastro, opinione che oggi appare difficilmente sostenibile, ma che fu largamente diffusa per tutto il Rinascimento, e anche dopo, grazie all'opera di Marsilio Ficino Commentari a Zoroastro.

È opinione comune che sia stato Xanto di Lidia a citare per primo, nel V secolo a.C., il profeta iranico nel mondo greco. Utilizzando il nome Ζωροάστρης (Zōroástrēs) derivato da un'alterazione del nome originario. Arnobio sostenne che Ctesia di Cnido indicò in Zōroástrēs un re della Bactriana.
Platone, in un dialogo ritenuto spurio dalla maggioranza degli studiosi, dice che in Persia:
(Platone. Alcibiade maggiore, 121e-122a. Traduzione di M.L. Gatti in Platone. Tutti gli scritti. Milano, Bompiani, 2008, pag.615)
Plinio il Vecchio sostenne che il discepolo di Platone, Eudosso di Cnido, erudito e geografo, descriveva la dottrina di Zōroástrēs come fondata sulla morale, precedente a quella degli Egizi, e che tale personaggio visse seimila anni prima di Platone.
Per Antonino Pagliaro queste citazioni non ci consentono però di stabilire che Platone abbia avuto notizie precise su Zarathustra, ma è certo che tra i suoi diretti discepoli nell'Antica Accademia di Atene la figura di Zarathuštra godette di ampia stima al punto di creare un legame tra il profeta iranico e lo stesso Platone. Sempre secondo Pagliaro, la datazione a seimila anni prima di Platone possiede un profondo connotato dottrinale in quanto rifletterebbe la cosmologia iranica nell'ambiente dell'Accademia di Atene, il dato di "seimila" anni significherebbe infatti che Platone è collocato all'inizio della seconda metà dell'eone e Zarathuštra al suo principio.
Tale apprezzamento è presente anche in Aristotele il quale pone i Magi, i sacerdoti mazdei, tra le figure che precedettero Platone nello stabilire l'origine delle cose:
(Aristotele. Metafisica XIV (N) 1091a-1091b. Traduzione di Antonio Russo in Aristotele. Opere vol.I. Milano, Mondadori, 2008, pag.1087)
La figura di Zarathuštra fu tuttavia, a partire dal mondo classico, soggetta a diverse interpretazioni indotte da due fondamentali elementi:
- l'accostamento dell'antica figura del profeta iranico ai contemporanei sacerdoti Magi, di origine meda, i quali adattarono le dottrine di Zarathuštra a loro credenze precedenti, soprattutto di carattere astrologico, acquisite dopo la conquista da parte di Ciro (VI secolo a.C.) della Babilonia;
- l'adattamento del nome avestico Zarathuštra nel greco Zōroástrēs, dove il termine avestico zaraϑa (dorato) viene reso come zōrós ("puro", "non mischiato") mentre l'avestico uštra (luce) come ástra (stella), quindi Zōroástrēs "Pura Stella".

Per queste ragioni per Luciano di Samosata (II secolo d.C.), Porfirio e Ammiano Marcellino, Zoroastro fu un astrologo babilonese, maestro di Pitagora. Mentre Plinio, Porfirio e Clemente di Alessandria distinsero lo Zarathuštra persiano, da loro ritenuto molto più antico, da una figura nuova, Zaratus, medo. Ancora nel 1909 il teosofo Rudolf Steiner affermava che Zaratus di Caldea fosse il maestro di Pitagora nonché reincarnazione del primo Zoroastro.

## Zarathuštra negli studi contemporanei
Secondo gli studiosi la biografia mazdaica di Zarathuštra è un mito che, seppur utile a ricostruire le credenze zoroastriane, poco ci dice sulla "storicità" del profeta iranico.
La figura storica e religiosa di Zarathuštra è certamente collegata al testo sacro mazdaico l'Avestā, il quale viene tradizionalmente attribuito per intero alla sua opera. Solo a partire dal XIX secolo, e grazie all'orientalista tedesco Martin Haug (1827-1876), gli studiosi iniziarono tuttavia a comprendere come tale testo sacro raccogliesse in realtà opere differenti, scritte in periodi storici distanti tra loro.
La parte più antica dell'Avestā risulta quindi essere composta solo dalle cinque gāthā (canto religioso) redatte in una lingua arcaica indicata come "antico avestico".
La maggior parte degli studiosi partendo dai testi a lui attribuiti, ovvero da queste gāthā contenute nell'Avestā, sostiene che Zarathustra sia a tutti gli effetti una figura storica e autore delle gāthā, altri formulano invece dei dubbi al riguardo.
Così Gherardo Gnoli riassume le ragioni dell'attribuzione al profeta iranico delle gāthā e quindi l'esistenza storica del loro autore:
(Gherardo Gnoli. Le religioni dell'antico Iran e Zoroastro in Giovanni Filoramo (a cura di) Storia delle religioni vol.1 Le Religioni antiche. Bari, Laterza, 1994 pag.471)
Anche per Arnaldo Alberti:
(Arnaldo Alberti Introduzione in Avestā. Torino, UTET, 2006)
Se sull'attribuzione delle gāthā a Zarathustra, per quanto pur con alcune autorevoli distinzioni e con un dubbio generale sul LIII Yasna, e quindi sull'esistenza storica del loro autore vi è sufficiente concordia tra gli studiosi, più difficile è trovare una posizione univoca tra gli stessi rispetto alla loro datazione e quindi al periodo, e il luogo, in cui sarebbe vissuto il profeta iranico.
Per quanto attiene al periodo in cui egli può essere vissuto, Jamsheed K. Choksy considerando che l'antico avestico utilizzato nelle gāthā è comunque successivo alla differenziazione nelle lingue indoeuropee tra proto-iraniano e proto-indiano, quindi successivo al XVIII secolo a.C. ma precedente all'introduzione delle stesse gāthā nel canone avestico quando l'antico avestico cadde in disuso tra il X e il VI secolo a.C., incrociando tali dati filologici con la descrizione della vita rappresentata nelle gāthā e le risultanze archeologiche dell'Età del Bronzo nell'Asia centrale (intendendo con questa l'area compresa tra il Mar Caspio, la Transoxania e l'Afghanistan) conclude che Zarathuštra con ogni probabilità deve essere vissuto tra il XVIII e il XV secolo a.C..
Per Arnaldo Alberti invece:
(Arnaldo Alberti, Op.cit., pagg. 14-5)
Per Paul Du Breuil Zarathuštra sarebbe vissuto durante o dopo la grande siccità verificatasi nell'Asia centrale intorno al IX secolo a.C..
Per Gherardo Gnoli:
(Gherardo Gnoli. Op.cit., pagg. 14-5)
Sempre per lo Gnoli, la patria di Zarathuštra:
(Gherardo Gnoli. Op.cit., pagg. 473-4)
Jacques Duchesne-Guillemin identifica nella Corasmia, nella Battriana e nel Sistan l'area in cui sarebbe vissuto Zarathuštra ricordando che:
(Jacques Duchesne-Guillemin. L'Iran antico e Zoroastro in Storia delle religioni vol.2, pag.140)
Di analogo avviso è Albert de Jong il quale sostiene che Zarathuštra è probabilmente vissuto agli inizi del primo millennio a.C. in un'area oggi compresa tra l'Afghanistan e il Turkmenistan.
Le gāthā di Zarathuštra delineano il profeta iranico come un uomo, un sacerdote (zaotar), che, ad un certo punto della sua esistenza, ricevette delle rivelazioni dal dio Ahura Mazdā che si presentò a lui come l'unico dio e che gli comandò di diffonderle al mondo. Ma il mondo di Zarathuštra, ovvero la comunità presso cui viveva, rifiutò di accogliere tali rivelazioni, costringendo il profeta a fuggire con la sua famiglia.
(Avestā, Yasna. XLVI,1)
Le antiche gāthā ci dicono anche che Zarathuštra operò un profondo capovolgimento religioso, ad esempio dopo la rivelazione ricevuta egli condannò i sacrifici animali così come venivano eseguiti dalla sua comunità.

### Legāthāe il pensiero religioso di Zarathuštra
(Avestā, Yasna. XXVIII.1. Traduzione Arnaldo Alberti, in Avestā. Torino, UTET, 2008, pag. 150)

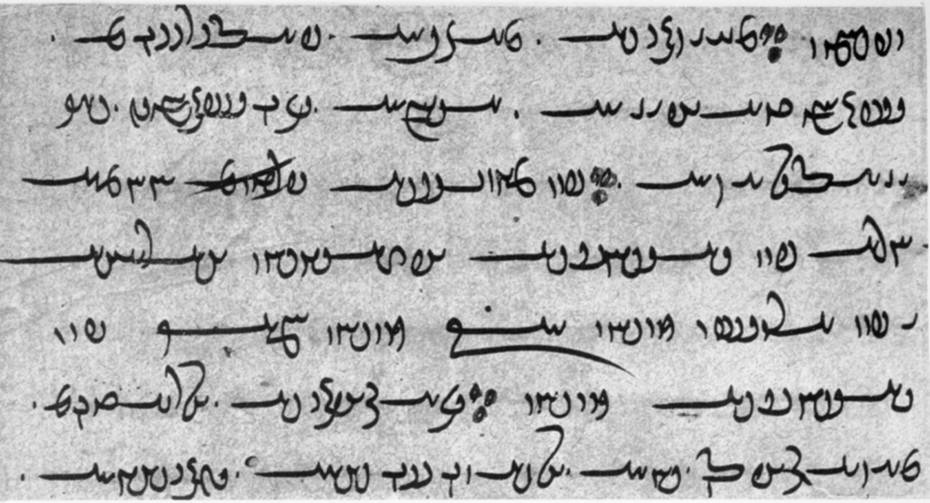
Avestā, apertura del Gāthā Ahunavaitī, Yasna XXVIII,1, testo attribuibile allo stesso Zarathuštra (dalla Biblioteca Bodleiana MS J2)

Il pensiero religioso di Zarathuštra è dunque riportato nelle gāthā dell'Avestā. In queste gāthā, Ahura Mazdā è presentato come l'inizio e la fine di ogni cosa, il Signore della vita:
(Avestā, Yasna. XXXI,8. Traduzione di Arnaldo Alberti. Op. cit.)
Due Spiriti primi sono il Bene e il Male, la Verità e la Menzogna: ai seguaci del primo toccherà in sorte la Vita e la Migliore Esistenza mentre i seguaci del secondo otterranno la Non-Vita e la Peggiore Esistenza:
(Avestā, Yasna. XXX,3-4. Traduzione di Gherardo Gnoli Op. cit.)
I due Spiriti sono opposti e nulla li concilia:
(Avestā, Yasna. XLV,2. Traduzione di Arnaldo Alberti, Op.cit.)
Ahura Mazdā è chiaramente il Padre dello Spirito della Verità, dello Spirito Santo (Spenta Mainyu):
(Avestā, Yasna. XLVII,3. Traduzione di Arnaldo Alberti, Op. cit.)
Essendo i due spiriti, quello Santo del Bene e quello Malefico della Menzogna, "gemelli", ciò fa presumere che Ahura Mazdā sia il Padre anche dello Spirito Malefico, lo Spirito della Menzogna (Angra Mainyu).
Ma
(Gherardo Gnoli. Op. cit., 482)
(Mircea Eliade. Op. cit., pag. 337)
(Jacques Duchesne-Guillemin. Op. cit., pag. 146)
Dopo un'attenta esegesi dei testi e un richiamo alle differenti posizioni degli iranisti, così Arnaldo Alberti conclude:
(Arnaldo Alberti, Op. cit., pag. 53)
(Gherardo Gnoli. Op. cit., pag. 400)
Per Jamsheed K. Choksy il messaggio di Zarathuštra fu quello di stabilire una netta differenza tra il bene e il male, ciò che era giusto da quello sbagliato, l'ordine dal disordine. "Bene", "giusto" e "ordine" furono stabiliti dalla "saggezza" (mazdā) e dall'ordinatore primordiale dell'universo spirituale e fisico, Ahura Mazdā; mentre il "male", l'"errore" e il "disordine" erano frutto di un'altra entità primordiale, Angra Mainyu.
Theodore M. Ludwig ascrive l'insegnamento storico di Zarathuštra nell'alveo del monoteismo anche se con un dualismo etico di fondo in una prospettiva escatologica decisamente monoteistica.